# Casa Pinto
Casa Pinto é uma rede carioca de lojas de tecidos, malhas e aviamentos, fundada em 1935 e considerada uma das mais tradicionais da cidade do Rio de Janeiro por sua longa história.

## História
Originalmente, a loja, fundada por Antônio Pinto e Manuel Pinto, tinha como atividade principal a fabricação e venda de móveis, colchões, travesseiros, cobertores e acolchoados, passando, posteriormente, a trabalhar com malas e lonas e, mais tarde, com plásticos e tecidos.
Em 1985, a loja mudou sua administração, sendo controlada por Habib Darzi e sua esposa Ivone Azen Darzi. A Casa Pinto passou, então, a se especializar na venda de tecidos planos, malharia e acessórios, direcionando seus produtos aos segmentos de decoração, moda, shows e eventos em geral.
Suas lojas são referência no segmento de carnaval e abastecem grande parte das escolas de samba do carnaval carioca, sendo mencionada inclusive no Rio Guia Oficial. Foi classificada também, como uma das melhores lojas de tecidos e adereços para carnaval, segundo a revista Veja-Rio
Uma das mais tradicionais lojas de tecido do Rio de Janeiro, a rede conta, hoje, com quatro lojas, sendo três no centro do Rio de Janeiro e outra em Madureira.

## Apoio cultural
A Casa Pinto é conhecida por seu longo apoio à manifestações culturais como teatro, exposições, shows, etc, patrocinando muitos desses eventos.